# Cap San Pablo
Pour les articles homonymes, voir San Pablo.
Le cap San Pablo (en espagnol : cabo San Pablo) est un cap situé sur la côte orientale de la grande île de la Terre de Feu, baigné par la mer d'Argentine dans le sud de l'océan Atlantique. Administrativement, le cap se trouve dans le département de Río Grande en province de Terre de Feu, dans le sud de la Patagonie argentine. Il est à environ 50 km au sud-est de la ville de Río Grande.

## Description géographique
Le cap San Pablo est un mont isolé, très caractéristique par sa forme arrondie qui se détache sur une bande côtière orientée de manière générale nord-est/sud-est. Sa structure est composée de roches sédimentaires de l'ère tertiaire supérieure.
Le cap s'avance sur 1 200 mètres dans l'océan à marée haute, distance que diminue notablement à marée basse. En direction du nord, se trouve une entrée marine surnommée baie Quemada et une autre, plus profonde, appelée caleta San Pablo. La baie Quemada est délimitée au nord par le cap Ladrillero et le rocher Champion. Le río Ladrillero débouche dans cette baie.
En direction du cap San Pablo se trouve une autre grande entrée marine, dont le fond est exposé à l'air libre à marée basse. Dans cette baie peu profonde se trouve l'épave du Desdémona. Le río San Pablo se jette dans cette baie. Elle est délimitée au sud par la pointe Gruesa
Le climat est semi-humide, avec une température moyenne annuelle de 6 °C, les précipitations annuelles (réparties uniformément tout au long de l'année) atteignent les 350 mm. Dans la classification de Papadakis, le climat est décrit comme étant « patagonique humide ». Un vent fort souffle toute l'année sur la région, en particulier au printemps, principalement depuis l'ouest et le sud-ouest. Ses parois sont hautes et escarpées, elles sont entourées de parois plus basses sablonneuses et limoneuses, avec de nombreux galets. Les amplitudes des marées y sont importantes.
Le cap San Pablo se trouve dans la région des écotones forestiers, large bande qui sépare la moitié sud de l'île de la région des steppes magellaniques du secteur nord de la grande île de la Terre de Feu, appartenant au district phytogéographique patagonique fuégien (es) de la province phytogéographique patagonique (es). Ces forêts composent le district phytogéographique subantarctique des forêts de feuillus (es) de la province phytogéographique subantarctique (es). Elles sont composées de deux espèces d'arbres, la lenga (Nothofagus pumilio), et le ñirre (Nothofagus antarctica).

## Le phare
Au sommet du cap se trouve le phare du cap San Pablo de l'Armée argentine. Il fonctionne de manière automatique et n'est pas habité. Ce phare est construit en mars 1945.

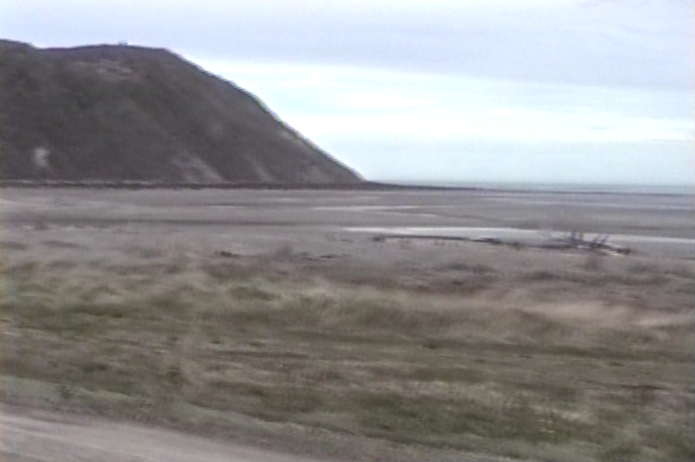
Vue du cap San Pablo depuis le sud, à marée basse.
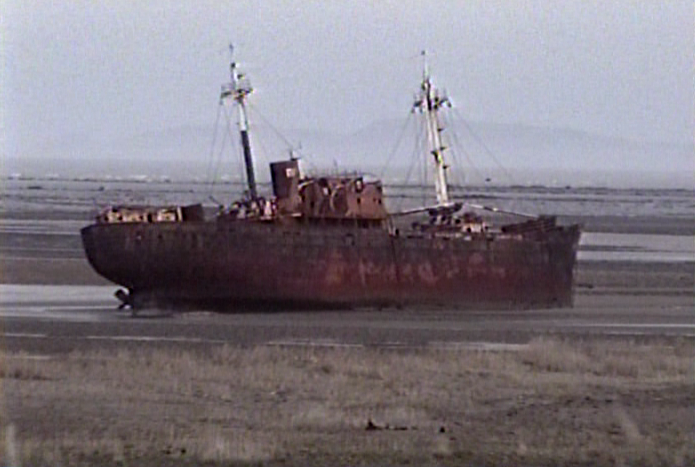
L'épave du Desdémona, au sud du cap San Pablo, à marée basse.
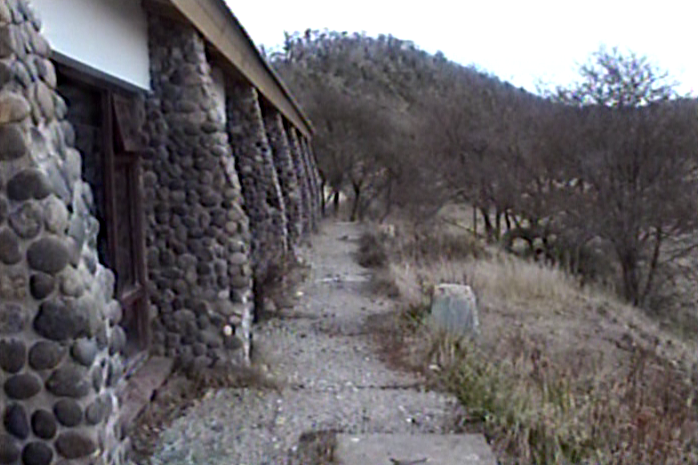
L'auberge abandonnée, Hostería San Pablo.

## Accès
Il est possible d'accéder au cap depuis la route nationale 3, en empruntant la route provinciale 24CA (ou route « A ») en direction de l'est. Il se trouve sur les terrains de l'estancia « La Fueguina ». L'Hostería San Pablo, une auberge d’État — aujourd'hui abandonnée — se trouve à proximité du cap.